# Khalil Housni
Khalil Housni (arabe : خليل حسني) (né et mort à des dates inconnues) est un joueur de football international égyptien, qui évoluait au poste d'attaquant.

## Biographie

### Carrière en sélection
Avec l'équipe d'Égypte, il joue entre 1920 et 1924.
Il figure notamment dans le groupe des sélectionnés lors des JO de 1920 et de 1924.